# Clark Johnson
Clark Johnson, född 10 september 1954 i Philadelphia, är en amerikansk skådespelare.
Johnson har bland annat medverkat i TV-serien Daredevil: Born Again med planerad premiär 2024. Han har även medverkat i filmerna S.W.A.T. från 2003 och Hotet inifrån från 2006.

## Filmografi (i urval)
- 2000 – Uppdrag: mord (TV-serie)
- 2003 – S.W.A.T.
- 2006 – Hotet inifrån
- 2021 – Evil (TV-serie)
- 2024 – Daredevil: Born Again (TV-serie)
- 2025 – Late Fame